# Планет Сторіз

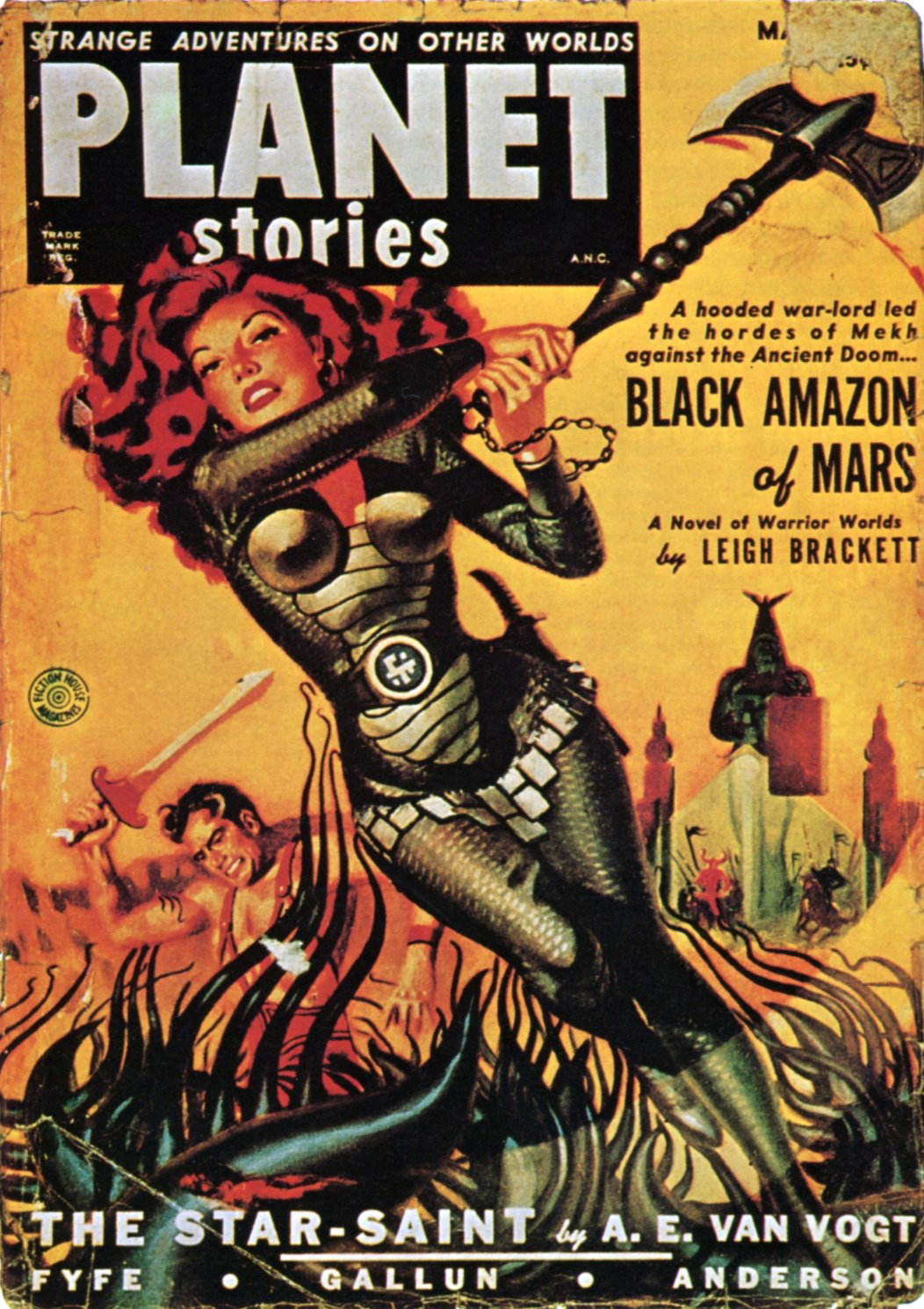
Березневий випуск Планет сторіз за 1951 рік; мистецтво Аллена Андерсона

Планет Сторіз (англ. Planet Stories) — американський науково-фантастичний журнал, який видавав Фікшн гауз між 1939 і 1955 роками. Він містив міжпланетні пригоди як у космосі, так і на деяких інших планетах, і спочатку був орієнтований на молоду авдиторію. Редактором чи головним редактором усіх його 71 номерів був Малкольм Райс. Планет Сторіз був запущений одночасно з Планет комікс, успіх якого, ймовірно, допоміг профінансувати перші випуски Планет Сторіз. Того часу Планет Сторіз не отримувала достатньої плати, щоб регулярно залучати провідних письменників-фантастів, але іноді отримувала роботи від відомих авторів, зокрема Айзека Азімова та Кліффорда Сімака. У 1952 році Планет Сторіз опублікував перший продаж Філіпа Діка та надрукував ще чотири його оповідання протягом наступних трьох років.
Двоє письменників, яких найбільше ототожнюють із Планет Сторіз, — це Лі Брекетт і Рей Бредбері, обидва з яких розповідають про романтизовану версію Марса, багато в чому завдячуючи зображенню Барсума в творах Едгара Райса Берроуза. Робота Бредбері для Планет включала ранню історію в його послідовності «Марсіанські хроніки». Найвідомішою роботою Брекетта для журналу стала серія пригод за участю Еріка Джона Старка, яка почалася влітку 1949 року. Брекетт і Бредбері співпрацювали над одним оповіданням «Лорелея з червоного туману», яке вийшло в 1946 році; загалом його сприйняли добре, хоча в одному листі до журналу скаржилося, що трактування сексу в оповіданні, хоч і м'яке за сучасними стандартами, було надто відвертим. Обкладинка також підкреслювала привабливих жінок, майже на кожній обкладинці були зображені погано одягнена дівчина в біді або інопланетна принцеса.

## Історія видання

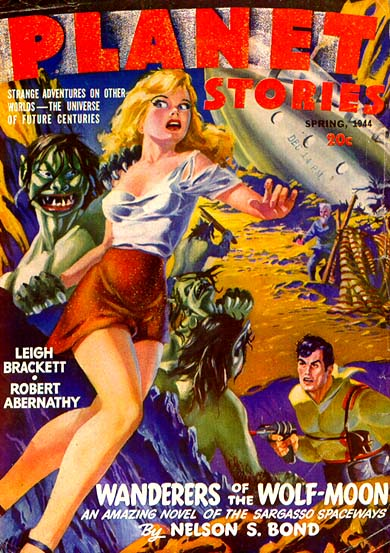
У 1944 році Планет сторіз опублікувала єдину обкладинку Ґрема Інґелса для науково-фантастичної книжки.

Незважаючи на те, що наукова фантастика була опублікована до 1920-х років, вона не почала об'єднуватися в окремий проданий жанр до появи в 1926 році Емейзін Сторіз, пульп-журналу, виданого Г'юго Гернсбеком. До кінця 1930-х років галузь переживала свій перший бум. Фікшн Гауз, великий видавець пульпів, зіткнувся з труднощами під час Великої депресії, але після перезапуску в 1934 році досяг успіху з детективними та романтичними проєктами. Першою назвою Фікшн Гауз, яка зацікавила фантастику, були Історії джунглів, яка була випущена на початку 1939 року; це не був перш за все науково-фантастичний журнал, але часто показував сюжетні лінії з незначними науково-фантастичними темами, такими як нащадків з Атлантиди. Наприкінці 1939 року Фікшн Гауз вирішив додати до своєї лінійки науково-фантастичний журнал; він мав назву Планет Сторіз і був виданий Love Romances, дочірньою компанією, яка була створена для публікації романів Фікшн Гауз. Перший номер датований зимою 1939 року. Одночасно було випущено два комікси: Джунгл Комікс і Планет комікс; обидва видавалися щомісяця, тоді як Планет Сторіз виходив щокварталу, і цілком імовірно, що успіх коміксів фінансував перші випуски пульпи.
Малкольм Райс редагував Планет Сторіз з самого початку та зберігав редакторський нагляд і контроль протягом усього випуску, хоча він не завжди був названим редактором на мастгеді; коли були задіяні інші редактори, його титул був «керуючий редактор». Першим із цих підредакторів був Вілбур С. Пікок, який очолив осінній випуск 1942 року й залишався до осені 1945 року, після чого його замінив Честер Вайтгорн на три випуски, а потім Пол Л. Пейн з осені 1946 року. до весни 1950 р.
З випуском літа 1950 року редагування перейшло до Джерома Біксбі, який уже редагував Історії джунглів. Незабаром після цього Планет Сторіз перейшли з квартального на двомісячний розклад. Біксбі був керівником трохи більше року; у вересні 1951 року Малкольм Рейс знову очолив видання, а через три номери, у березні 1952 року, редактором став Джек О'Салліван. У сучасному дослідженні ринку зазначено, що в 1953 році ставки оплати становили лише один-два центи за слово; це було значно менше, ніж у провідних журналів того часу. Планет Сторіз повернувся до щоквартального розкладу, починаючи з випуску літа 1954 року, але ринок целюлози падав, і випуск літа 1955 року став останнім.

## Зміст і рецензії

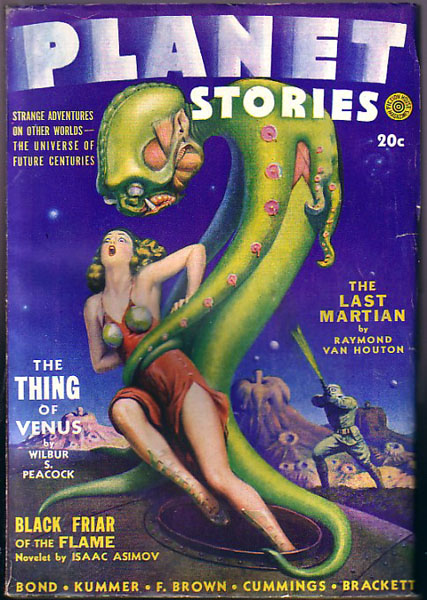
Характерна обкладинка Планет Сторіз, автор Александр Лейденфрост. Планет Сторіз був одним із журналів, які зробили «жукоокого монстра», або «BEM», основним продуктом наукової фантастики.

Фікшн Гауз, очевидно, вирішив випустити Планет Сторіз так швидко, що у Рейса було небагато часу, щоб отримати нові історії, тому він працював з Джуліусом Шварцем та іншими агентами авторів, щоб заповнити перший випуск. Результати були нічим не примітними, але Райсс був енергійним і зміг покращити якість художньої літератури в наступних випусках, хоча час від часу він вибачався перед читачами за друк слабкого матеріалу. Журнал був зосереджений виключно на міжпланетних пригодах, які часто відбувалися в примітивних суспільствах, які тепер вважатимуть місцем «меча та чарів», і був орієнтований на молоду авдиторію; результатом стала суміш того, що стало відомо як космічна опера та планетарна романтика — мелодраматичні історії про акції та пригоди на чужих планетах і в міжпланетному просторі. Планет Сторіз покладалася на кількох авторів, щоб надати основну частину своєї художньої літератури в перші роки, а Нельсон Бонд написав вісім головних історій, деякі з них романи. Ще чотирнадцять були написані Реєм Каммінгсом і Россом Рокліном; та Лі Брекетт також була постійною дописувачкою, загалом за час існування журналу опублікувавши сімнадцять оповідань.
Колонка листів у Планет Сторіз мала назву «Візиграф»; це була дуже активна складова, з довгими листами від зацікавлених читачів. Вона часто друкувала листи від відомих письменників і шанувальників, які згодом стали відомими на професійному рівні: листи Деймона Найта описує історик наукової науки Майк Ешлі як «легендарні»; і Роберт Сілверберг прокоментував у листі в літньому номері 1950 року, що Рей Бредбері «безумовно отримує кілька оригінальних ідей, якщо не хороших». Редактори доклали чимало зусиль, щоб колонка листів була дружньою та живою; сучасний письменник і редактор Роберт Лоундс згадує, що «Рейсс був щирим і ввічливим; Вілбур [Пікок] із задоволенням знімав пальто й був одним із натовпу».
Незважаючи на зосередженість на мелодраматичних космічних пригодах, фантастика в Планет Сторіз покращилася протягом наступних кількох років, в основному завдяки роботі Брекетт та Бредбері. Обидва письменники розгортають багато своїх історій на романтизованій версії Марса, багато в чому завдячуючи Барсуму Едгара Райса Берроуза. Протягом 1940-х років творчість Брекетт покращилася від шаблонних пригодницьких романів до більш зрілого стилю, і вона стала найдосконалішим автором романів планети свого часу. Вона написала добре прийняту серію оповідань про авантюриста Еріка Джона Старка, яка почалася влітку 1949 року в Планет Сторіз з «Королеви марсіанських катакомб». Її творчість справила сильний вплив на інших письменників, зокрема на Гарднера Фокса, Лін Картера та Меріон Зіммер-Бредлі. Пізніше Брекетт стверджувала, що «так звана космічна опера — це народна казка, історія героя нашої особливої ніші в історії». Також виступаючи на підтримку Планет Сторіз, критик наукової фантастики Джон Клют зазначив, що «контент був набагато витонченішим, ніж обкладинки».

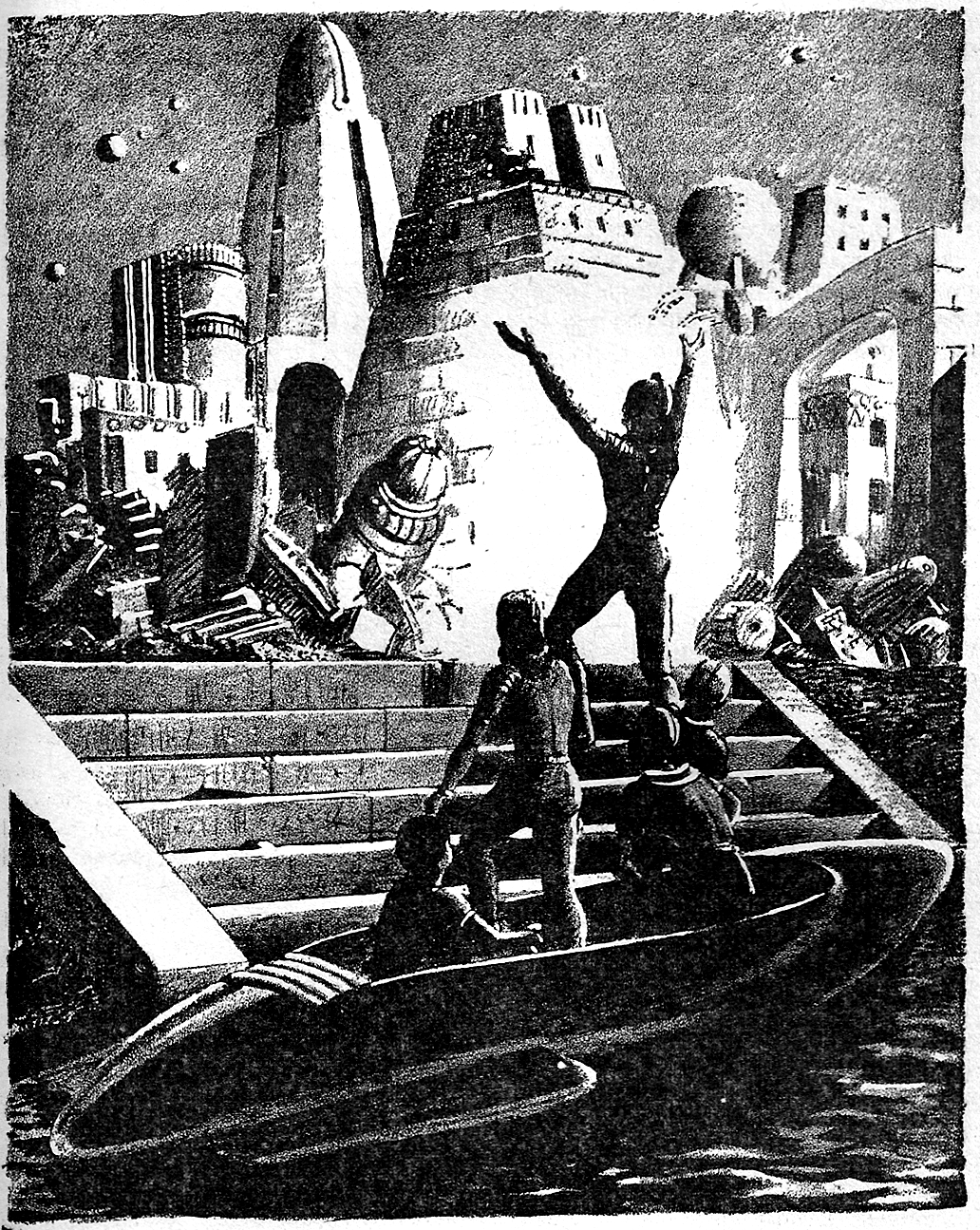
Ілюстрація інтер'єру від Александра Лейденфроста до «Пікніка мільйона років» Бредбері

Робота Бредбері для Планет Сторіз включала дві історії, які він пізніше включив до «Марсіанських хронік», включаючи «Пікнік на мільйон років»; лише одна історія в серії з'явилася до цього. Він також співпрацював з Брекетт над оповіданням «Лорелея червоного туману», заснованим на її ідеї, яка з'явилася влітку 1946 року. Його оповідання для Планет Сторіз демонструють його застереження щодо розвитку технологій, зокрема «Золоті яблука сонця» (листопад 1953) та «Звук грому» (січень 1954, передруковано з номера Collier Weekly за 28 червня 1952 року). Роботу Бредбері в Планет Сторіз розглядає один пульп-історик Тім де Форест як «найважливіший внесок журналу в цей жанр».
У Планет Сторіз з'явилися кілька інших відомих письменників, зокрема Айзек Азімов, Кліффорд Сімак, Джеймс Бліш, Фредрік Браун і Деймон Найт. Розповідь Азімова під початковою назвою «Паломництво» вийшла в 1942 році; Азімов не зміг продати твір деінде, тому багато разів переписував його для різних редакторів, додаючи релігійний елемент на прохання Джона Кемпбелла та видаляючи його знову, коли Малькольм Рейс попросив подальших змін. Райс купив його, але змінив назву на «Чорний монах полум'я».
Джером Біксбі, який обійняв посаду редактора в 1950 році, був публікованим письменником і був обізнаним з науковою фантастикою, хоча переважно писав вестерни. За час свого короткого перебування на посаді він багато зробив для покращення журналу, переконуючи відомих авторів створювати кращі матеріали та знаходячи незвичайні варіації на тему міжпланетних пригод, як-от «Дуель на Сіртісі» Поула Андерсона в березні 1951 року про землянина, який стежить за прибульцем на Марсі та «Інкуби на планеті X» Теодора Стерджена про прибульців, які викрадають земних жінок. Після відходу Біксбі в 1952 році головним внеском Планет Сторіз до жанру стало відкриття Філіпа Діка, чия перша публікація, «Подорож Уаба», з'явилася в номері за липень 1952 року. Протягом наступних двох років Дік продав Планет Сторіз ще чотири оповідання, включаючи «Джеймса П. Кроу», в якому людина страждає від дискримінації у світі роботів.

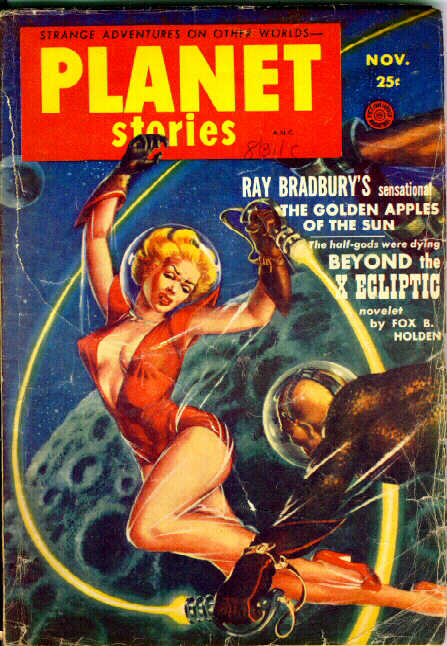
Листопад 1953 Планет Сторіз, автор Келлі Фріз, показує «статевий диморфізм», згаданий Гаррі Гаррісоном, а також показує новий логотип на обкладинці, який був узятий з випуску весни 1947 року

Планет Сторіз чітко орієнтувалися на молоду читацьку аудиторію, і одночасний запуск у 1939 році Планет Комікс, можливо, зіграв важливу роль у залученні молодих читачів до наукової фантастики, але Ешлі припускає, що більш імовірно, що Планет Сторіз привернув досвідчених читачів жанру, які «все ще тужив за ранніми часами фантастики». Критик та історик наукової фантазії Томас Кларесон прокоментував, що «Планет, здавалося, дивиться назад, у бік 1930-х років і раніше». Це враження було посилене широким використанням внутрішніх робіт Френка Пола, який був художником обкладинок ранніх журналів Ґернсбек у 1920-ті роки. Особливий стиль Пола був тісно пов'язаний із першими роками роботи в галузі. Обкладинка також була мелодраматичною, з красивими жінками — іноді людьми, іноді принцесами з інших планет — і погрозливими інопланетянами. Підзаголовок на обкладинці до кінця 1946 року звучав так: «Дивні пригоди в інших світах — Всесвіт майбутніх століть».
Хоча майже кожне оповідання, яке з'явилося в Планет Сторіз, можна описати як космічну оперу, існувала певна різноманітність підходів до основних тем. Землі іноді загрожувало, але частіше дія відбувалася в інших світах, втягуючи землян у локальні конфлікти. Це часто залучало прекрасних місцевих принцес, хоча романтичні сюжетні лінії були стереотипними. Деякий перепочинок від цих зображень жінок дала Лі Брекетт, яка описала своїх власних героїнь як «зазвичай стервозних — теплокровних, запальних, але відважних і розумних» (де «стервозність» означало комплімент). Під час Другої світової війни саме в Планет Сторіз читач, швидше за все, зустрів персонажа-жінку, яка могля битися, а не просто спостерігати, доки за неї борються. Секс сам по собі довгий час був табу в пульп-журналах, але деякі статті в Планет Сторіз зображували сексуальність більш прямо, ніж конкуруючі журнали. Читачі не завжди це сприймали: один читач у листі 1949 року підтримав «відмову від табу», але автор листа 1946 року заперечив проти «Лорелеї червоного туману», сказавши, що йому потрібна «півлітра лістерину, щоб змити брудний смак з мого рот». Обкладинка загалом також наголошувала на сексі, з тим, що автор і критик наукової фантастики Гаррі Гаррісон сардонічно називав «статевим диморфізмом у космосі»: важкі функціональні скафандри для чоловіків і прозорі костюми, крізь які можна було побачити бікіні чи купальники для жінок.
Ганнес Бок зробив значну частину інтер'єру, а обкладинки часто створювали Аллен Андерсон у перші роки. Пізніше частим художником обкладинок став Келлі Фріс. Одним із найкращих художників, які працювали над Планет, був Олександр Лейденфрост, чиї роботи, за словами Кларесона, «втілювали багато з того, що представляли Планет Сторіз у 1940-х роках», хоча його обкладинка була менш вражаючою, ніж його чорно-білий білі ілюстрації інтер'єру. Художник та історик наукової науки Девід Гарді описав чорно-білі ілюстрації Лейденфроста як «майже рембрандтівські у використанні світла й тіні».

## Бібліографічні відомості
| |        | Весна | Весна    | Весна   | Літо    | Літо    | Літо   | Осінь   | Осінь    | Осінь   | Зима     | Зима    |
| | Січень | Лютий | Березень | Квітень | Травень | Червень | Липень | Серпень | Вересень | Жовтень | Листопад | Грудень |
| --- | ------ | ----- | -------- | ------- | ------- | ------- | ------ | ------- | -------- | ------- | -------- | ------- |
| 1939 |        |       |          |         |         |         |        |         |          |         |          | 1/1     |
| 1940 |        |       | 1/2      |         |         | 1/3     |        |         | 1/4      |         |          | 2/1     |
| 1941 |        |       | 1/6      |         |         | 1/7     |        |         | 1/8      |         |          | 1/9     |
| 1942 |        |       | 1/10     |         |         | 1/11    |        |         | 1/12     |         |          | 2/1     |
| 1943 |        |       | 2/2      |         | 2/3     |         |        |         | 2/4      |         |          | 2/5     |
| 1944 |        |       | 2/6      |         |         | 2/7     |        |         | 2/8      |         |          | 2/9     |
| 1945 |        |       | 2/10     |         |         | 2/11    |        |         | 2/12     |         |          | 3/1     |
| 1946 |        |       | 3/2      |         |         | 3/3     |        |         | 3/4      |         |          | 3/5     |
| 1947 |        |       | 3/6      |         |         | 3/7     |        |         | 3/8      |         |          | 3/9     |
| 1948 |        |       | 3/10     |         |         | 3/11    |        |         | 3/12     |         |          | 4/1     |
| 1949 |        |       | 4/2      |         |         | 4/3     |        |         | 4/4      |         |          | 4/5     |
| 1950 |        |       | 4/6      |         |         | 4/7     |        |         | 4/8      |         | 4/9      |         |
| 1951 | 4/10   |       | 4/11     |         | 4/12    |         | 5/1    |         | 5/2      |         | 5/3      |         |
| 1952 | 5/4    |       | 5/5      |         | 5/6     |         | 5/7    |         | 5/8      |         | 5/9      |         |
| 1953 | 5/10   |       | 5/11     |         | 5/12    |         | 6/1    |         | 6/2      |         | 6/3      |         |
| 1954 | 6/4    |       | 6/5      |         | 6/6     |         | 6/7    |         | 6/8      |         |          | 6/9     |
| 1955 |        |       | 6/10     |         |         | 6/11    |        |         |          |         |          |         |
| Issues of PlaОповідання із зазначенням тому/номера випуску. Підкреслення вказує на те, що випуск був названий як квартальний (наприклад, «Осінь 1949»), а не як місячник. Кольори позначають редакторів кожного випуску: Malcolm Reiss Вілбур Пікок Честер Вайтгорн Пол Пейн Jerome Bixby Джек О'Салліван |        |       |          |         |         |         |        |         |          |         |          |         |

Редакційна спадкоємність у Планет була:
- Малкольм Рейс: Зима 1939 — Літо 1942.
- Вілбур Пікок: осінь 1942 — осінь 1945.
- Честер Вайтгорн: зима 1945 — літо 1946.
- Пол Пейн: осінь 1946 — весна 1950.
- Джером Біксбі: літо 1950 — липень 1951.
- Малкольм Рейс: вересень 1951 — січень 1952.
- Джек О'Салліван: березень 1952 — літо 1955.

Журнал Планет Сторіз був Pulp-журналом протягом усіх своїх 71 номерів. Більшу частину свого існування він мав 128 сторінок і коштував 20 центів. У випуску за листопад 1950 року кількість сторінок скоротилася до 112, а ціна піднялася до 25 центів. Кількість сторінок було зменшено до 96 для одного випуску в березні 1952 року, але потім повернулося до 112 до літа 1954 року, коли його знову було зменшено до 96 сторінок для останніх п'яти випусків.
Планет починалася як квартальник. У 1943 році була зроблена коротка спроба перейти на двомісячний графік; вийшов березневий і травневий номери, але наступний номер мав назву «Осінь 1943», відкриваючи ще один квартальний період. За осіннім випуском 1950 року вийшов листопад 1950 року, і це поклало початок двомісячнику, який тривав до травня 1954 року, після чого вийшов випуск літа 1954 року. Квартальний графік відновлено до кінця; як незвично, зимовий випуск того року був датований зимою 1954/55, а не одним роком. Нумерація томів була незмінною протягом усієї публікації журналу, з п'ятьма томами по 12 випусків і останнім томом з 11, але було три помилки в нумерації томів, надрукованій на корінці (хоча не на топі): номер 5/10 був даний як 5/8 на корінці; питання 5/11 було подано як 6/3 на корінці; а випуск 6/11 було подано як 6/12 на корінці.
Британське репринтне видання з'явилося між березнем 1950 і вереснем 1954 року; випуски були пронумеровані, але не датовані, і були сильно скорочені з 64 до 68 сторінок. Відомо дванадцять номерів; про тринадцятий ходили чутки, але його не бачили жоден науковий бібліограф. Видавцем був Pembertons, хоча деякі джерела вказують, що видавцем першого випуску був Streamline Publications. Випуски 7 і 8 британського видання також містили нехудожній матеріал, передрукований із Стартінґ Сторіз і Вандер Сторіз. Канадійське видання видавалося American News Co. з осені 1948 по березень 1951 (загалом дванадцять випусків); вони були ідентичні відповідним виданням США.

### Схожі публікації
Влітку 1950 року Fiction House запустив супутній журнал Планет. Вона мала назву «Дві повні науково-пригодницькі книги»; політика полягала в тому, щоб надрукувати два романи в одному журналі. Виходив тричі на рік і тривав до весни 1954 року. У 1953 році Fiction House запустив передрукований журнал Toпс ін Сайнс Фікшн, вибравши вміст із архіву історій, які з'явилися в Планет. Він витримав лише два номери, другий з яких майже не отримав поширення.
Похідна антологія, Зе бест оф Планет Сторіз #1, з'явилася в 1975 році у видавництві Ballantine Books під редакцією Лі Брекетт, що містить сім оповідань, перевиданих між 1942 і 1952 роками. Він мав бути першим із серії, але подальших томів не було.